# Rijeka (singolo)
Rijeka è un singolo della cantautrice croata Alkonost of Balkan, nome d'arte di Nina Kraljić, pubblicato indipendentemente il 24 febbraio 2021.

## Composizione e pubblicazione
Il brano è stato scritto e composto dalla stessa interprete con Hana Librenjak e Miki Solus per prendere parte al festival Dora 2021, dove si è classificata al 2º posto. La canzone è stata poi pubblicata come singolo il 24 febbraio 2021.

## Tracce
Testi e musiche di Nina Kraljić, Hana Librenjak e Miki Solus.
1. Rijeka – 3:03